# Râul Tăploani
Râul Tăploani este un curs de apă, afluent al râului Corozel. 